# Doações para as vítimas do sismo do Índico
A resposta humanitária ao sismo do Oceano Índico de 2004 foi imediata e mundial. Note que doações de cobertores, comida, água, ursinhos de pelúcia e outros artigos não-financeiros são muito prováveis de não ajudarem, pois o custo com o transporte já excede o valor da compra local. A seguir está uma lista de organizações que trabalham no envio de auxílio aos países afetados:

## Brasil

### Cruz Vermelha
Foi criada uma conta no Brasil para que os brasileiros possam doar dinheiro para ajudar as vítimas do terremoto. E qualquer cidadão pode inscrever-se como voluntário da Cruz Vermelha, porém atualmente voluntários da própria região estão sendo usados.
Conta da Cruz Vermelha no Brasil para doação em reais:

Banco do Brasil

Agência: 2865-7

Conta: 400087-0

CNPJ: 33651803-0001-65
Mais informações: www.cvb.org.br e pelo telefone +55 (21) 2221-0658.

### Médicos Sem Fronteiras
Profissionais do MSF começaram uma operação de ajuda às vítimas. Já foram enviadas 32 toneladas de alimentos e remédios, sendo que pretende-se ainda enviar mais 22 toneladas de material de saúde e saneamento para facilitar o acesso à água potável.
Para mais informações sobre como doar acesse: www.msf.org.br

### Embaixada do Sri Lanka
Doações em reais estão sendo aceitas pela embaixada do país do Sri Lanka, um dos mais afetados pelo tsunami. A embaixada recomenda que doações materiais como barracas, cobertores, alimentos não-perecíveis, tabletes purificadores de água, medicamentos como paracetamol, antibióticos, material de sutura e seringas descartáveis e geradores portáteis sejam encaminhados para batalhões da Polícia Militar e Bombeiros do Rio de Janeiro. O cônsul deixou uma nota no site da Embaixada .
Conta da Embaixada do Sri Lanka no Brasil para doação em reais:

Banco do Brasil

Agência: 1606-3

Conta: 46034-6

CNPJ: 047.66273/0001-00
Mais informações: www.consulanka.org.br e pelo telefone +55 (21) 2240-5381 e 3476-3941.

### UNICEF
A UNICEF também está aceitando doações em reais. Não existe um valor mínimo para doações e todos podem colaborar. Os recursos que forem arrecadados no Brasil serão parte de um fundo mundial criado pelo UNICEF para ações de emergência nos países mais devastados pelos tsunamis, entre eles Sri Lanka, Indonésia, Maldivas e Índia.
Conta da UNICEF no Brasil para doação em reais:

Banco do Brasil

Agência: 3382-0

Conta corrente: 404700-1

CNPJ: 037.44126/0001-69
Também é possível doar via Internet: UNICEF
Mais informações: www.unicef.org/brazil e pelo fax +55 (61) 349-0606.

## Portugal

### Cruz Vermelha
BPI

Conta nº: 1-1372227000009

NIB: 0010 0000 137 222 70009 70

### UNICEF - SOS Crianças da Ásia
Caixa Geral de Depósitos

NIB: 0035 0127 00028241230 54

### AMI - Missão Ásia
Banco Espírito Santo

Conta nº: 015/40000/0006

MB: Entidade 20909, Referência 909 909 909, em Pagamento de Serviços

NIB: 0007 0015 00400000006 72

### Caritas - Ajuda às Vítimas do Sudeste Asiático
Caixa Geral de Depósitos

NIB: 0035 0697 00630917930 82

### OIKOS - Apoio à Reconstrução Asiática
Caixa Geral de Depósitos

NIB: 0035 0355 00030000130 32
Millenium BCP

NIB: 0033 0000 2121212121 505

### Médicos do Mundo Portugal - Missão de emergência no Sri Lanka
BPI

NIB: 0010 00009 4449990001 70<b
NIB: 0035 05510 0007722130 32

## Mundo
- Unicef
- Oxfam
- Cruz Vermelha
- Care
- A Igreja de Jesus Cristo dos Santos dos Ultimos Dias